# Mário Correia da Costa
Mário Correia da Costa (Cuiabá, 4 de fevereiro de 1886 - Rio de Janeiro, 7 de setembro de 1937) foi um médico e político brasileiro.
Foi governador de Mato Grosso, de 22 de janeiro de 1926 a 21 de janeiro de 1930 e de 7 de setembro de 1935 a 8 de março de 1937.

## Biografia
Mário Correia pertence a uma tradicional família de políticos de Mato Grosso. Seu tio-bisavô, Antônio Correia da Costa, governou a província na década de 1830, durante a Regência; seu pai, Antônio Correia da Costa, presidiu o estado de 1895 a 1899. Seu tio, Pedro Celestino Correia da Costa, foi governador de Mato Grosso de 1908 a 1911 e de 1922 a 1926 e senador por esse estado de 1918 a 1922 e de 1927 a 1930. Seus primos Ítrio Correia da Costa e Fernando Correia da Costa foram, respectivamente, deputado federal por Mato Grosso de 1935 a 1937 e de 1955 a 1967 e governador do mesmo estado de 1951 a 1956 e de 1961 a 1966.
Após a Revolução de 1930 voltou à política mato-grossense em 1934, ano em que se verificava forte descontentamento em relação à administração do interventor Leônidas Antero de Matos, envolvida em sérias dificuldades financeiras. Congregou, então, as forças de oposição, formadas pelo Partido Evolucionista e por setores do Partido Liberal, situacionista, em torno da candidatura do chefe de polícia do Distrito Federal, Filinto Müller, ao governo do estado. Com o afastamento de Leônidas de Matos em outubro de 1934, resultante da atuação oposicionista, foi nomeado interventor, em março do ano seguinte, Fenelon Müller, irmão de Filinto, o qual desistira de sua candidatura em favor do primeiro. A troca, contudo, não foi aceita pelas forças oposicionistas e Mário Correia da Costa foi lançado candidato da oposição.
Com a instalação, em setembro de 1935, após nova intervenção federal no estado, da Assembléia Constituinte de Mato Grosso, foi eleito governador por via indireta, com o apoio de deputados do Partido Liberal e do Partido Evolucionista. Efetuando-se a seguir uma cisão na aliança que o elegera, fundou, com seus partidários, o Partido Republicano Mato-Grossense. A outra ala dos partidos Evolucionista e Liberal ficou congregada na legenda da Aliança Mato-Grossense, liderada pelo capitão Filinto Müller e pelo senador José Vilas boas, tornando-se opositora do governo estadual.